# Správní obvod obce s rozšířenou působností Kostelec nad Orlicí
Správní obvod obce s rozšířenou působností Kostelec nad Orlicí je od 1. ledna 2003 jedním ze tří správních obvodů rozšířené působnosti obcí v okrese Rychnov nad Kněžnou v Královéhradeckém kraji. Čítá 22 obcí.
Města Kostelec nad Orlicí a Týniště nad Orlicí jsou obcemi s pověřeným obecním úřadem.

## Seznam obcí
Poznámka: Města jsou vyznačena tučně, městyse kurzívou.
- Albrechtice nad Orlicí
- Bolehošť
- Borohrádek
- Borovnice
- Častolovice
- Čermná nad Orlicí
- Čestice
- Doudleby nad Orlicí
- Hřibiny-Ledská
- Chleny
- Kostelec nad Orlicí
- Kostelecké Horky
- Krchleby
- Lípa nad Orlicí
- Nová Ves
- Olešnice
- Svídnice
- Tutleky
- Týniště nad Orlicí
- Vrbice
- Zdelov
- Žďár nad Orlicí

## Obyvatelstvo
| Rok  | Obyv.  | ± %    |
| ---- | ------ | ------ |
| 1869 | 20 586 | —      |
| 1880 | 22 577 | +9,7 % |
| 1890 | 23 388 | +3,6 % |
| 1900 | 23 933 | +2,3 % |
| 1910 | 25 466 | +6,4 % |

| Rok  | Obyv.  | ± %     |
| ---- | ------ | ------- |
| 1921 | 24 989 | −1,9 %  |
| 1930 | 26 512 | +6,1 %  |
| 1950 | 23 403 | −11,7 % |
| 1961 | 25 060 | +7,1 %  |
| 1970 | 25 072 | +0 %    |

| Rok  | Obyv.  | ± %    |
| ---- | ------ | ------ |
| 1980 | 26 013 | +3,8 % |
| 1991 | 24 844 | −4,5 % |
| 2001 | 24 516 | −1,3 % |
| 2011 | 24 628 | +0,5 % |
| 2021 | 24 539 | −0,4 % |